# Johann Georg Wilhelm von Baerensprung
Johann Georg Wilhelm Baerensprung, seit dem 27. Januar 1790 Johann Georg Wilhelm von Baerensprung, auch Johann Georg Wilhelm von Bärensprung (* 17. Juli 1741 in Salzwedel; † 25. Mai 1803 in Berlin), war ein preußischer Beamter.

## Leben

### Familie
Johann Georg Wilhelm von Baerensprung war der Sohn von Gotthold Siegmund Baerensprung, Regimentsquartiermeister und späterer Direktor der Kriegs- und Domänenkammer in Minden und dessen Ehefrau Anna (1720–1791), die Tochter des Gewandschneiders und Brauers Joachim Christoph Steinbeck aus Salzwedel.
Im November 1771 heiratete er in Lingen Flora Ernestine Juliane (1751–1833), die Tochter des Kriegs- und Domänenrats Carl Heinrich Mauve (1720–1786); gemeinsam hatten sie sechs Kinder. Von diesen sind namentlich bekannt:
- Carl von Baerensprung;
- Friedrich von Bärensprung, Vater von Edmund von Baerensprung und Friedrich Wilhelm Felix von Bärensprung;
- Anne Henriette Juliane von Baerensprung, verheiratet mit dem Oberrechnungsrat Carl Friedrich Wilhelm von Kummer (1769–1850).

Sein Schwager war der Kriegs- und Domänenrat und Landrat Karl Philipp Mauve (1754–1821).
Er war Erbherr des Ritterguts Reichenberg im Oberbarnim, das einen Wert von 22.000 Talern hatte.

### Werdegang
Johann Georg Wilhelm von Baerensprung besuchte das Kloster Berge bei Magdeburg und immatrikulierte sich im April 1758 zu einem Studium der Rechts- und Kameralwissenschaften an der Universität Göttingen. Im September 1759 wechselte er an die Universität Frankfurt an der Oder.
Seit 1761 war er Referendar bei der Kriegs- und Domänenkammer in Minden, bevor er im Juni 1763 zum Kriegs- und Domänenrat befördert wurde.
1765 erfolgte seine Versetzung als Kriegs- und Domänenrat nach Geldern-Moers und 1769 wurde er zur Kammerdeputation nach Lingen umgesetzt; 1770 war er als Kriegs- und Domänenrat in Hamm tätig.
Am 24. Februar 1770 war er Teilnehmer einer Konferenz, auf der ein vorläufiger Plan für die Ansiedlung von 150 bis 200 Kolonistenfamilien in den Grafschaften Tecklenburg und Lingen erstellt wurde.
Am 22. Mai 1778 erfolgte seine Beförderung zum Finanzrat im Generaldirektorium in Berlin. Als Nachfolger des verstorbenen Johann Christian Voss (1720–1778), arbeitete er im kombinierten Forst-, westfälischen Provinzial-, Salz- u. Bergwerksdepartement, außerdem bei der Nutz- und Brennholz-Administration; dort erfolgte auch seine Ernennung zum Geheimen Oberfinanzrat.
1789 regulierte er mit den Ständen der rheinisch-westfälischen Landesteile das Rekrutenwesen.
Er wurde beauftragt, Karl August von Hardenberg zu unterstützen und das Finanz- und Kassenwesen der Fürstentümer Ansbach und Bayreuth zu prüfen. 1791 schloss er die Konvention über die Übergabe der Fürstentümer durch Markgraf Karl Alexander an die preußische Krone ab und 1792 hatte er den Vortrag über die inneren Angelegenheiten der beiden Fürstentümer und wurde deshalb von seiner Aufgabe bei der Nutz- und Brennholz-Administration befreit.
1791 wurde er durch den Markgrafen Karl Alexander zum Hochfürstlichen Wirklichen Geheimen Rat, mit Sitz und Stimme in dem geheimen Ministerium, unter Beibehaltung seines bisherigen Dienstverhältnisses, ernannt.
Im Oktober 1798 wurde er, als Nachfolger von Friedrich Wilhelm von Arnim, zum Oberlandforstmeister und Chef des Generalforstdepartements ernannt. Das Forstdepartement verlor durch den gesundheitsbedingten Weggang von Friedrich Wilhelm von Arnim seine besondere Stellung und wurde dem Generaldirektorium unterstellt und seitdem nicht mehr durch einen Minister, sondern durch einen Oberlandforstmeister geleitet. Sein Amt im westfälischen Provinzialdepartement und in der Gesetzkommission ging an Johann August Sack.
Nach seinem Tod nahm Finanzrat Johann Peter Morgenländer seine Geschäfte interimistisch wahr.

## Ehrungen und Auszeichnungen
Johann Georg Wilhelm Baerensprung wurde am 27. Januar 1790, mit der Befreiung von allen Gebühren, in den preußischen Adelsstand erhoben.